# Рейд на Алжир
Рейд на Алжир (англ. Raid on Saada) — специальная операция боевых пловцов 10-й флотилии MAS по уничтожению и выводу из строя британских, американских и норвежских кораблей и судов на рейде французского морского порта Алжир в ходе битвы на Средиземном море во время Второй мировой войны.
11 декабря 1942 года в результате проникновения в акваторию военно-морской базы на малой лодке «Амбра» типа «Перла» итальянские боевые пловцы установили на суда союзников магнитные мины и впоследствии их взорвали. Результатом рейда стало уничтожение двух и выведение из строя ещё двух судов, а также десантного корабля.

## Содержание
В конце 1942 года воздушная разведка стран Оси доложила результаты наблюдения за транспортными коммуникациями в западной части Средиземноморья, в частности, огласила свои выводы о том, что в морском порту Алжира наблюдается значительное насыщение союзных грузовых и транспортных судов, которые практически забили весь порт. Итальянское командование приняло решение провести специальную операцию комбинированным путем, с одновременным применением человеко-торпед и боевых пловцов с магнитными минами, для вывода из строя важнейших транспортных судов врага.
4 декабря 1942 года итальянская сверхмалая подводная лодка «Амбра» вышла с военно-морской базы в Ла-Специи, имея на борту 3 человеко-торпеды и 10 командос.
Вечером 10 декабря подводная лодка достигла рейда Алжира на глубине 18 метров и постепенно с помощью одного из боевых пловцов, незаметно продвинулась вглубь морского порта на расстояние 2000 м от входа в акваторию бухты. В 21:35 разведчики обнаружили на рейде Алжира 6 больших целей и по специальному телефону проинформировали командира лодки. В 23:45 группа боевых пловцов вместе с человеко-торпедами оставили лодку и вынырнули на поверхность, через какое-то время наблюдатели на «Амбре» увидели, что охрана союзных кораблей что-то заметила и началась тревога. Командир подводной лодки ждал до 03:00 ночи 12 декабря возвращения боевых пловцов на борт корабля, но после определённого времени не без труда лодке удалось покинуть гавань, проползая по мелкому морскому дну, а затем снова всплыв на безопасное расстояние в 19:45 12 декабря, после 36 часов, проведенных под водой. Подводная лодка без проблем вернулась в Ла Специю 15 декабря.
В 5:00 на союзных транспортных и десантных кораблях раздались мощные взрывы. Британское судно «Ocean Vanquisher» (водоизмещением 7174 тонны) и норвежское «Berta» (1493 тонны) быстро затонули, а «Empire Centaur» (7041 тонна) и «Armatan» (4587 тонн) были тяжело повреждены. Американский десантный корабль «LSM-59» выбросило на берег. 16 боевых пловцов и коммандос были захвачены в плен.